# Meridolum jervisensis
Meridolum jervisensis är en snäckart som först beskrevs av Jean René Constant Quoy och Joseph Paul Gaimard 1832.  Meridolum jervisensis ingår i släktet Meridolum och familjen Camaenidae. Inga underarter finns listade i Catalogue of Life.